# Scytopetalaceae
A família Scytopetalaceae é uma família de plantas dicotiledóneas. Segundo Watson & Dallwitz, esta família é composta por cinco géneros:
- Brazzeia
- Oubanguia
- Pierrina
- Rhaptopetalum
- Scytopetalum.

São árvores das regiões subtropicais a tropicais de África.
O sistema APG II incorpora estas plantas na família Lecythidaceae, na ordem Ericales.